# Chris Matombo
Zwivhuya Chris Matombo, mais conhecido como Chris Matombo (Thohoyandou, 23 de setembro de 1993) é um futebolista sul-africano que atua como meia. Atualmente pertence ao Kaizer Chiefs.